# Let's Go Trippin'
Let's Go Trippin` é uma canção de rock instrumental de Dick Dale. É considerada como a primeira canção de surf rock da história. Foi tocada pela primeira vez em 1960 no Rendezvous Ballroom em Balboa Peninsula, Newport Beach, Califórnia, e alcançou a posição número 4 na estação KFWB de Los Angeles, e depois chegou ao número 60 na Billboard Hot 100.
A música foi usada como tema para o programa BBC Radio 4 Home Truths, originalmente apresentado por John Peel.